# گرازان
گُرازان خانواده‌ای هستند که خوک‌ها به آن تعلق دارند. علاوه بر گونه‌های فسیلی متعدد، گونه‌های موجود در حال حاضر تا شانزده گونه به رسمیت شناخته شده و بین چهار و هشت جنس یا سرده طبقه‌بندی شده‌اند. این خانواده شامل خوک اهلی، خوک وحشی و گراز وحشی است. گرازان بومی دنیای قدیمند و از آسیا و جزایر آن به اروپا و آفریقا آورده شده‌اند.
قدیمی‌ترین فسیل کشف‌شده از گرازان در آسیا و متعلق به دوره الیگوسن است و فرزندان آن‌ها طی دوره میوسن خود را به اروپا رسانده‌اند. تاکنون چندین گونه فسیلی از گرازان یافت شد که سازگاری آن‌ها را به طیف گستره‌ای از رژیم‌های غدایی گوناگون از گیاه‌خواری تا مردارخواری نشان می‌دهد.

## انواع گونه‌ها
- گراز بزرگ جنگلی
- گراز بدبو
- گراز
- گراز زگیل‌دار
- خوک